# Paolo Cesaroni
Paolo Cesaroni (Pescara, 10 aprile 1991) è un giocatore di calcio a 5 italiano.

## Carriera

### Club
Paolo Cesaroni è figlio d'arte poiché il padre Pietro giocò in Serie A con la Cosmetal Pescara (poi diventata Montesilvano) e con il Villa Marchesa. Avviato fin dall'infanzia al calcio, dove giocava come attaccante esterno, completa il settore giovanile nel Pescara (tra i suoi compagni di squadra vi erano Marco Verratti, Marco Capuano, Roberto Inglese) senza tuttavia esordire in prima squadra. Debutta a 18 anni con il Miglianico nel campionato di Serie D. Data la corporatura esile, gli viene consigliato di tentare l'esperienza nel calcio a 5. Nella stagione successiva viene tesserato dall'Adriatica Pescara in Serie A2, venendo frequentemente utilizzato dal tecnico Gianluca Marzuoli che ne cura personalmente la crescita tattica. L'anno successivo con l'under 21 del PesaroFano vince lo scudetto di categoria e colleziona diverse presenze in prima squadra, allenato dal tecnico brasiliano Gil Marques. Nella stagione 2014-15 con l'Orte vince il campionato di serie A2 realizzando 15 reti, allenato dal tecnico spagnolo Ramiro López Díaz. Esordisce nel massimo campionato di calcio a 5 italiano (serie A1) il 18 settembre 2015 con la maglia dell'Acqua e Sapone nella partita casalinga contro il Napoli, siglando una rete pochi secondi dopo il suo ingresso in campo.

### Nazionale
Cesaroni è stato un punto fermo dell'Italia Under-21 nel biennio 2011-2012. Il 3 dicembre 2015 viene inserito dal ct Menichelli nella lista degli azzurri convocati per il main round di qualificazione alla Coppa del Mondo 2016. Il laterale  debutta nell'incontro vinto per 3-1 contro la Moldavia. Partecipa poi alla spedizione azzurra in Colombia nel settembre 2016.

## Palmarès

### Competizioni giovanili
- Campionato italiano Under-21: 1
  - PesaroFano: 2011-12

### Competizioni nazionali
- Coppa Italia: 1
  - Real San Giuseppe: 2022-23

- Campionato di Serie A2: 1
  - Orte: 2014-15 (girone A)